# Страту, Дора

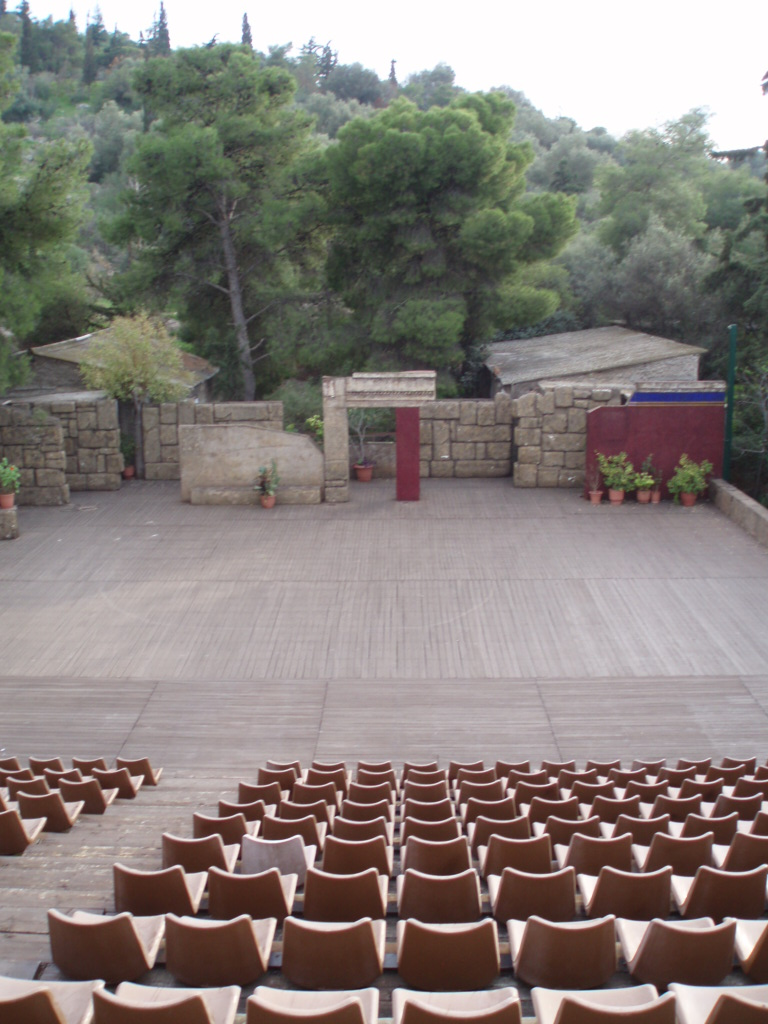
Открытый театр Доры Страту на холме Филопаппа

Дора Страту (греч. Δώρα Στράτου, 18 ноября 1903, Афины — 20 января 1988) — греческий хореограф, которая оказала значительное влияние на постановку греческих народных танцев и даже греческую народную музыку. Основатель Общества греческого танца, ныне имени Дори Страту. Современное греческое театральное искусство танца обязано своим оформлением Доре Страту.

## Биография
Дора Страту родилась в семье Марии Коромилы и Николаоса Стратоса, греческого политика (член парламента Греции, также временно исполнял обязанности премьер-министра Греции в 1922 году). Дора также имела брата Андреаса Стратоса.
Она училась в музыкальной школе в классе игры на фортепиано, танца и театра в Афинах. После казни отца в 1922 году, признанного виновным в Малоазийской катастрофе, Дора Страту вместе с матерью на протяжении 10 лет жили за границей (в Берлине, Париже, Нью-Йорке), где она продолжала учиться и дальше.
В 1932 году она вернулась в Грецию, где Каролос Кун помог ей открыть свой театр. По инициативе королевы Греции Фредерики Греческой Доре Старта было поручено основать школу греческих народных танцев. Благодаря этой школе созданы танцевальные коллективы и профессиональные постановки многих национальных греческих танцев, неоднократно выезжали за рубеж на гастроли.
В 1965 году по инициативе Доры Страту открыт небольшой открытый театр на холме Филопаппа, где летом каждый вечер проводились танцевальные вечера. В 1979 году Дора Страту в Афинах напечатала учебное пособие, посвященное преподаванию техники греческих народных танцев. На протяжении многих лет она сотрудничала с Симоном Каррасом и другими греческими этномузыкантами, поддерживая традицию изучения греческого танца, народного костюма и т. д.